# Oosterbrug (Leeuwarden)
De Oosterbrug is een basculebrug in het centrum van de Friese hoofdstad Leeuwarden. De brug is een rijksmonument.
De brug overspant de Oosterstadsgracht en verbindt de Oosterkade met de Oostergrachtswal/ Wijbrand de Geeststraat. De brug met een breedte van 10,8 meter (rijweg 7,2 meter en trottoirs aan weerskanten van 1,8 meter) verving een zuidelijker gelegen brug met een breedte van slechts 2,5 meter. De brug met brugwachtershuisje in Art deco werd in 1924-'25 gebouwd naar een ontwerp van directeur gemeentewerken L.H.E. van Hylckama Vlieg. Het mechanische deel van de rolbasculebrug werd uitgevoerd door Machinefabriek Braat N.V. te Rotterdam. De Oosterbrug was de eerste rolbasculebrug in Nederland volgens het systeem "Rall" (rolwielen in gesloten toestand niet belast). Het betonwerk werd uitgevoerd in gewassen grind-beton. Het was de eerste elektrische brug van Leeuwarden. De brug werd op 26 maart 1925 opgeleverd en op zondag 29 maart in gebruik genomen.
De lichtmasten zijn verwijderd en de draaihekken vervangen. Deze waren oorspronkelijk geleverd door Machinefabriek M. Eerligh te Leeuwarden. Bij een renovatie in april-mei 1998 werd het wegdek en de basculemechaniek vervangen. Het nieuwe brugdek werd vervaardigd bij Bergum Staalbouw en aangevoerd per binnenschip.

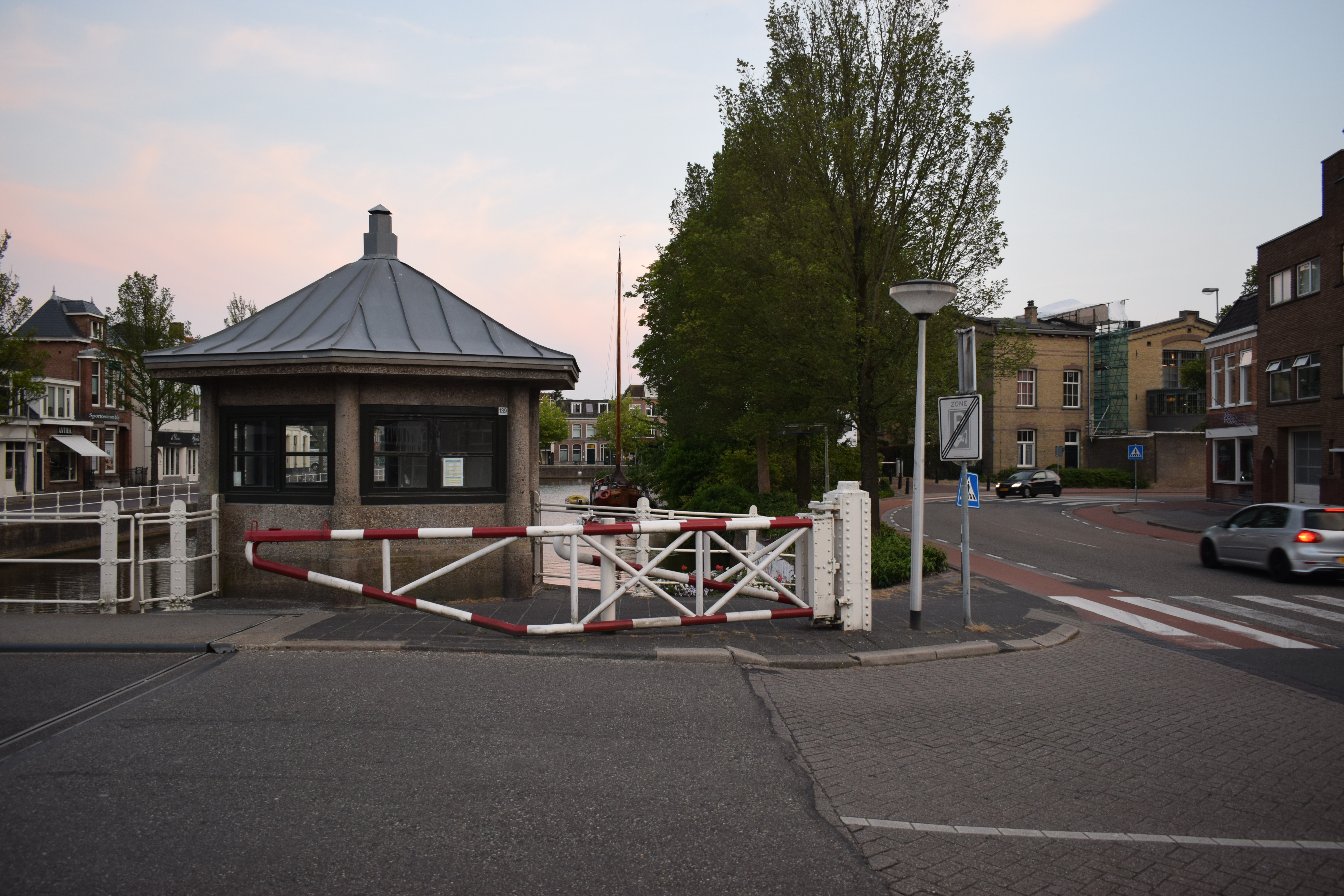
Brugwachtershuisje (2018)
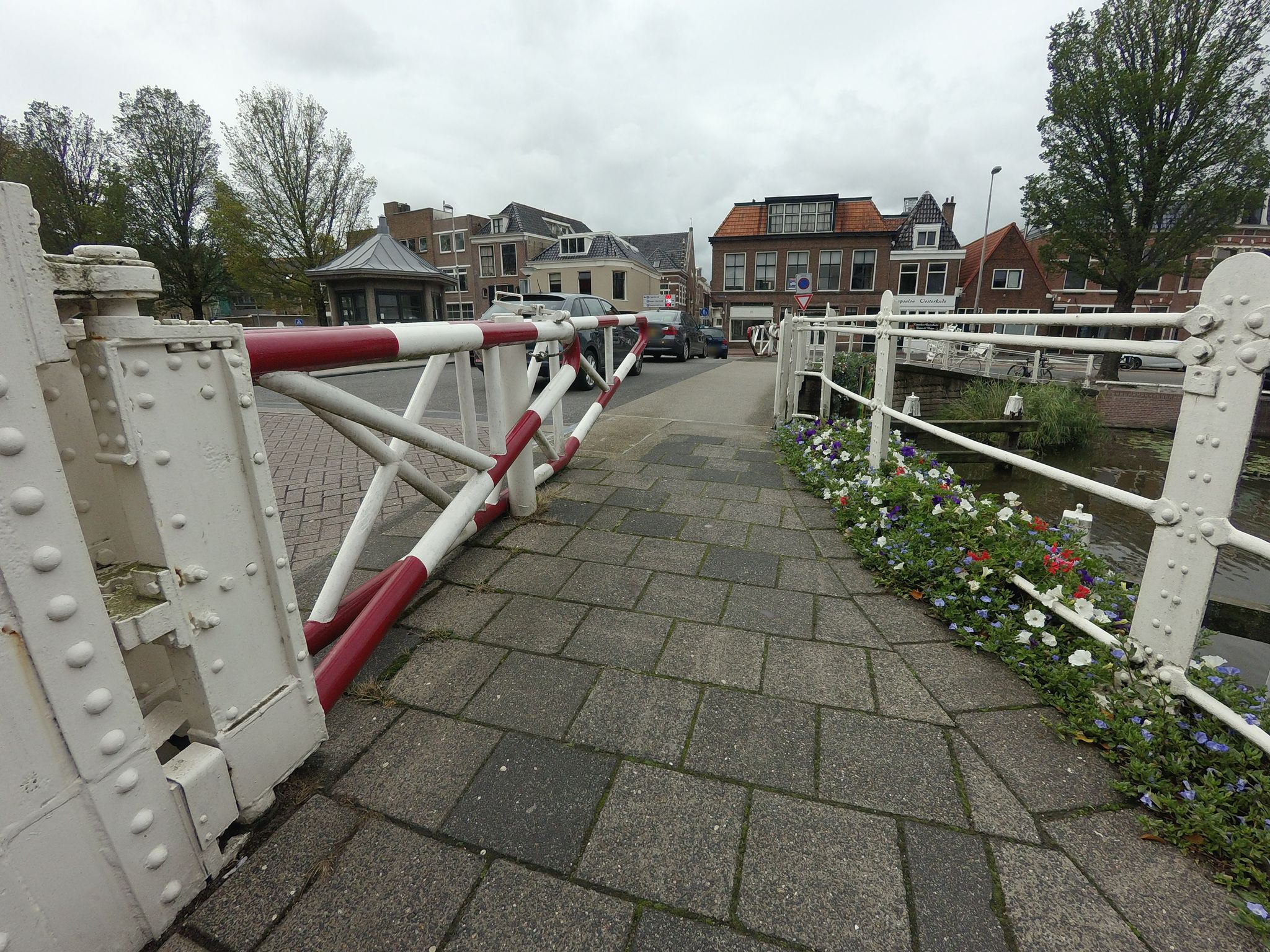
Draaihek